# Smilax quinquenervia
Smilax quinquenervia är en enhjärtbladig växtart som beskrevs av Vell. Smilax quinquenervia ingår i släktet Smilax och familjen Smilacaceae. Inga underarter finns listade.